# Sinoceratop
El sinoceratop (Sinoceratops) és un gènere de dinosaure ceratop descrit per Xu Xing i col·laboradors l'any 2010. Va viure al Cretaci superior en el que actualment és la Xina. L'espècie tipus és S. zhuchengensis.
Un centrosaurí basal, el sinoceratop és significant, ja que presenta similaritats amb els centrosaurins i els casmosaurins. També era considerablement més gran que la majoria dels altres centrosaurins. S'estima que el crani del sinoceratop feia uns 180 cm, fet que el feia un dels cranis més llargs de centrosaurí.